# Fire (singel Shinee)
„Fire” – siódmy japoński singel południowokoreańskiej grupy SHINee, wydany 13 marca 2013 roku. Osiągnął 5 pozycję w rankingu Oricon i pozostał na liście przez 6 tygodni, sprzedał się w nakładzie 54 928 egzemplarzy.
Singel został wydany w dwóch wersjach: regularnej i limitowanej (CD+DVD). Utwór tytułowy został wykorzystany w zakończeniach TV dramy Matsuko no shiranai sekai (jap. マツコの知らない世界).

## Lista utworów
| CD  |                                             |                                             |                                                        |      |
| Nr  | Tytuł                                       | Słowa                                       | Muzyka                                                 | Czas |
| 1.  | "Fire"                                      | Junji Ishiwatari                            | Bach Logic, Akiko Shikata, Erik Lidbom (Mixer: D.O.I.) | 3:36 |
| 2.  | "MOON RIVER WALTZ"                          | Junji Ishiwatari                            | Blair MacKichan, Luke Bingham                          | 3:50 |
| 3.  | "Fire" (Instrumental)                       |                                             | Bach Logic, Akiko Shikata, Erik Lidbom (Mixer: D.O.I.) | 3:36 |
| 4.  | "MOON RIVER WALTZ" (Instrumental)           |                                             | Blair MacKichan, Luke Bingham                          | 3:50 |
| DVD |                                             |                                             |                                                        |      |
| Nr  | Tytuł                                       | Tytuł                                       | Tytuł                                                  | Czas |
| 1.  | "Fire" Music Video (Complete Ver.)          | "Fire" Music Video (Complete Ver.)          | "Fire" Music Video (Complete Ver.)                     |      |
| 2.  | "Fire" Music Video (Lip-Sync Ver.)          | "Fire" Music Video (Lip-Sync Ver.)          | "Fire" Music Video (Lip-Sync Ver.)                     |      |
| 3.  | "Fire Jacket & Music Video Shooting Sketch" | "Fire Jacket & Music Video Shooting Sketch" | "Fire Jacket & Music Video Shooting Sketch"            |      |

## Notowania
| Lista                                      | Pozycja |
| ------------------------------------------ | ------- |
| Oricon Daily Chart                         | 3       |
| Oricon Weekly Chart                        | 5       |
| Oricon Monthly Chart                       | 12      |
| Billboard Japan Adult Contemporary Airplay | 53      |
| Billboard Japan Hot Top Airplay            | 26      |
| Billboard Japan Hot Singles Sales          | 5       |
| Billboard Japan Hot 100                    | 7       |
| G-Music Asia Chart                         | 1       |
| FIVE MUSIC                                 | 2       |
| Hit FM’s Asia Chart                        | 1       |